# کمیته پانزده نفره امور مقدس
کمیته پانزده نفره امور مقدس (quindecimviri sacris faciundis) پانزده عضو یک نهاد دینی با وظایف کاهنی بودند. وظیفه این نهاد محافظت از کتاب‌های سیبیل بود، متون مقدسی که با درخواست مجلس سنای روم بدان مراجعه و در صورت لزوم تفسیر می‌شد. این نهاد همچنین بر پرستش هرگونه خدای غیربومی نوظهور در روم نظارت می‌کرد. این پانزده نفر همچنین مسئول رسیدگی و واکنش‌نشان دادن به توصیه‌های ملکوتی یا نشانه‌های بد یُمن الهی بودند.
این وظایف در اصل توسط «دوویری» دو قاضی روحانی مرد از میان پاتریسی‌ها انجام می‌شد. تعداد این افراد طی «قانون لیچینیو-سکسیتان» در سال ۳۶۷ قبل از میلاد به ده نفر افزایش یافت، که لازم شد نیمی از کاهنان پلبی باشند. در دوران جمهوری میانه روم، اعضای این نهاد از طریق هموندپذیری (عضوگیری) انتخاب می‌شدند. لوکیوس کورنلیوس سولا تعداد کاهنان را به پانزده نفر افزایش داد. «قانون لکس دومینیتا» در ۱۰۴ قبل از میلاد توانایی مجمع کاهنان را برای دستچین کردن اعضای خود از آنها گرفت. بعدها نامزدهایی از خاندان ثروتمند انتخاب می‌شدند.
حوالی قرن سوم قبل از میلاد، چندین مقام کشیشی، از جمله احتمالاً همین نهاد پانزده نفره، از طریق رأی‌ چندین قوم و قبیلهٔ دارای حق رأی‌ انتخاب می‌شدند.